# Epinephelus gabriellae
Epinephelus gabriellae es una especie de peces de la familia Serranidae en el orden de los Perciformes.

## Morfología
- Los machos pueden llegar alcanzar los 52 cm de longitud total.[2]

## Distribución geográfica
Se encuentra desde Somalia hasta Omán.